# Kuća Školskih sestara franjevki u Konjicu
Kuća Školskih sestara franjevki Krista Kralja je zajednica Školskih sestara franjevki Krista Kralja u Konjicu. Pripada Provinciji sv. Obitelji.

## Povijest
Ova je podružnica osnovana 1929. godine. Došle su na poziv sedamdesetak konjičkih građana. Naselile su se u Konjic da bi se mogle posvetiti odgojnom i školskom radu. Namjeravale su to putem osnovanog zabavišta i ženske stručne škole. Svoju vlastitu kuću nisu imale u početku. Vremenom su ju podigle i u vlastitoj je kući bio primjereni prostor za dječji vrtić i školu. Otvorile su i vrtić, no pravo javnosti su za nj dobile tek 1932. godine. I ženska stručna škola također je duže čekala na stjecanje prava javnosti. Tek 1939. godine ga je dobila. Odgojni i školski rad trajao je i tijekom Drugoga svjetskog rata. 1945. godine dolaskom jugokomunističkog okupatorskog režima koji je iskorjenjivao svaku tradiciju vjerskog, osobito katoličkog, i uz komunistički totalitarno uzurpiranje predškolskog odgoja i školstva, sestre su bile prisiljene prestati s odgojnim radom iste godine. Iz svoje vlastite kuće morale su iseliti 1949. godine. Morala su proći više od dva desetljeća da bi tek nekim liberalizacijama u društvu krajem 1960-ih i početkom 1970-ih mogle se vratiti. Ponovo su se nastanile u svojoj vlastitoj, novoizgrađenoj kući tek 1972. godine. Uz kuću je kapelica posvećena Presvetom Srcu Isusovu. Početkom velikosrpske agresije na sjevernu Hercegovinu 1992. godine, sestre su evakuirane u Bašku Vodu. 
U ratu je pretrpila razaranja. Srpske su snage više puta pogodile zgradu. Prvi je udar bio 30. travnja 1992. godine. Jedna od jačih napada bio je 11. kolovoza 1992. godine. Više su puta pogodili krov i zidove, a najžešće jednom velikom raketom u istočni temelj, vjerojatno raketom tipa zemlja-zemlja. Od toga udara su popucali svi prozori, vrata i pojedini zidovi. Oštećen je i krov. 
U Konjic su se vratile tek 1996. godine. Nije se moglo u njoj normalno stanovati pa je kuća naknadno obnovljena. Danas ovdje djeluju četiri sestre, koje si redovničko posvećenje ostvaruju molitvom, a dijelom u karitativnom radu i župnom pastoralu.

## Vanjske poveznice
- Školske sestre franjevke Krista Kralja Bosansko-hrvatske provincije Prečistog Srca Marijina